# Illyriska

Karta över stammar i Illyrien.

Illyriska (eg. fornillyriska), benämning på det utdöda språket som talades av antikens illyrer, vars dotterspråk av somliga anses vara dagens albanska. Det är fortfarande okänt huruvida det kan klassificeras som ett satemspråk eller kentumspråk. Språket har fått sin benämning efter antikens Illyrien. Greker hade ett ord för illyrisktalande ("illurizein"), och identifierad som ett språk olikt grekiskan.
Språket kan ha dött ut sedan illyrerna erövrats av och uppblandats med galler under 300-talet f.Kr. och 200-talet f.Kr.. Tidigare förmodades ett släktskap mellan illyriskan och messapiskan, ett språk som talades på Apenninska halvön århundradena f.Kr., men detta har ej kunnat bevisats fullt ut.
Inga fynd av inskriptioner kan med säkerhet kopplas direkt till illyriska språket. Endast ett fåtal ord är kända från samtida grekiska och latinska författare, ett av dem är sybina vilket betydde jaktspjut. Några ytterligare ord tros vara identifierade på grundval av historiska person- och ortnamn. Även om alltså mycket litet är känt om illyriskan, är det sannolikt att en del av språket lever kvar i den nutida albanskan. Detta är dock en fråga som, i dagens politiskt oroliga tid på den balkanska halvön, givit upphov till stridigheter mellan olika nationalistiska grupperingar.
The Illyrians av John Wilkes, sida 73:
I fallet med det utdöda språket illyriskan är det ett ofta återkommande problem: vissa påstår att det illyriska språket icke tillhör centumspråken utan satemspråken. Inga egentliga bevis existerar att illyriskan faktiskt tillhör satemspråken men det är avgörande i fallet om dagens albanska är dotterspråk till antikens illyriska. Medan vissa forskare förespråkar att placera illyriskan i den eller den andra gruppen tyder vissa indikationer på att den definitiva skillnaden mellan satem- och centumspråken ägde rum i ett mycket senare stadium. I slutändan är det största beviset på släktskapet mellan illyriskan och albanskan antagligen de direkta överensstämmelser i den ofta citerade vokabelsamlingen.